# Pcim
Pcim est un village situé dans le Sud de la Pologne. C'est le siège du quartier administratif, dit "gmina". Elle s'étend sur environ 10 kilomètres au sud de Myślenice et 35 kilomètres au sud de la capitale régionale Cracovie. Le village compte une population d'environ 4 900 habitants.
« Pcim » est souvent utilisé en polonais dans un contexte un peu fictif, lorsque l'on souhaite un nom de ville qui sonne de façon légèrement comique.